# أرفة
الأرفة أو الذارعة هي جنس من العثث ينتمي إلى الفصيلة الأرفية.

## أنواع
- (الاسم العلمي: Geometra dieckmanni)
- (الاسم العلمي: Geometra papilionaria)
- (الاسم العلمي: Geometra ussuriensis)